# Jozefína Marečková
Jozefína Marečková (1. března 1880 Petrova Ves – 25. února 1953 Holíč) byla slovenská spisovatelka, publicistka, redaktorka a nakladatelka, píšící též česky, německy a maďarsky, pseudonym Puella Classica.

## Životopis

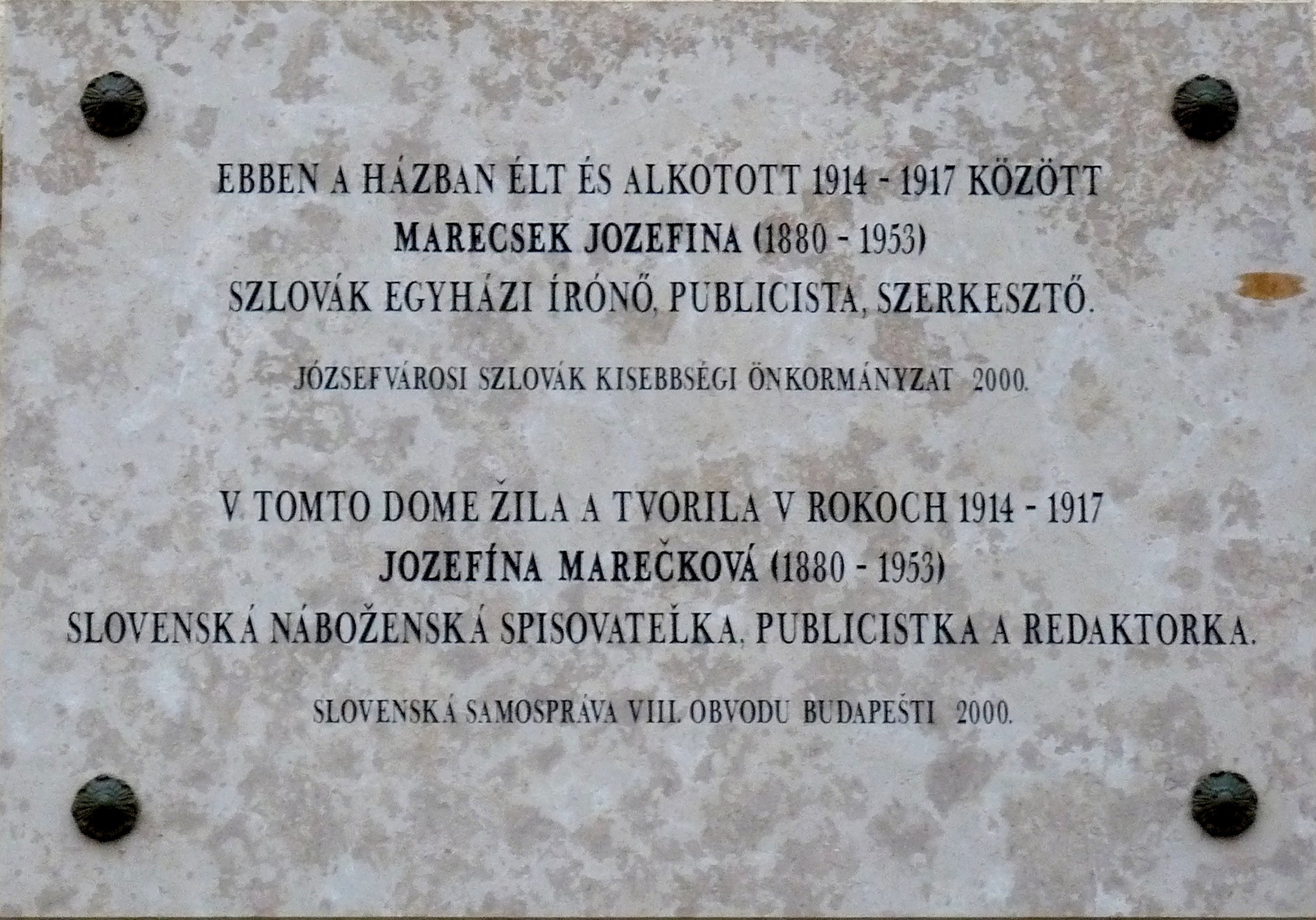
Pamětní deska Jozefíny Marečkové na domě v ulici Almássy v Budapešti, ve kterém žila.

Rodiče Jozefíny byli Ján Mareček, evangelík rodák z Kunova (zemřel 1886) a Anna Marečková-Daňková, katolička z Kopčan. Měla dva bratry, ale oba padli v první světové válce
Jozefína Marečková navštěvovala měšťanskou školu a ústav školských sester ve Vídni, studovala mj. cizí jazyky a esperanto. Před první světovou válkou žila ve Vídni a Budapešti, kde publikovala svá díla v maďarském a německém jazyce. Do roku 1918 žila v Paříži, po rozpadu habsburské monarchie se usadila v Bratislavě (1918–1936), kde se představila jako slovenská vlastenka a spisovatelka.
V Bratislavě založila časopis Bratislavská pošta a byla jeho redaktorkou. Psala beletristické práce s nábožensko-výchovnou tematikou a moralizátorskou tendencí, vydávala je vlastním nákladem a převážně sama je i kolportovala. Psala také aforismy, bajky, reportáže aj. V letech 1936–1949 žila v Kopčanech. V Bratislavě bydlela na adrese Štefánikova 27a.

## Dílo

### Spisy
- Lebenserfahrungen in Poesie und Prosa – Leipzig: 1911
- Mesék és tárcák

- Báchorky – Pešť: vlastním nákladem, 1917 — česky, překlad Rudolf Boubela; vlastním nákladem, 1919
- Bajky
- Gabriel: průběh ze života slováckého lidu – česky, vlastním nákladem, 1919
- Plavá Emma – česky, vlastním nákladem, 1919
- Poslední budou prvními – 1919
- Pozdě – česky, vlastním nákladem, 1919
- The Splendid isolation. Vznešená osamocenost – Brno: vlastním nákladem, 1919
- Poslední zkušenost – 1920
- Jeden pánský člověk – 1920
- Modloslužba a bohoslužba – 1921
- Fabellibro – verkistino slovaka esperantigis Rudolf Rajči. Bratislava: Slovakia, 1921
- Kto vládne na Slovensku? – Bratislava: Slovenské ľudové nakladateľstvo (SĽN), 1921 — Kdo vládne na Slovensku? – ze slovenského přeložil R. A. Praha: Bedřich Kočí
- Kultúrna práca v Bratislave – Bratislava: SĽN, 1922
- Otvorený list na redakciu New-Yorkského denníka: 4. apríla 1922 – napísala Jozefina Marečková redaktorka Bratislavskej pošty na žiadosť p. Michala Bosáka, bankára v Scranton, Pa. a na žiadosť p. Ignáca Gessaya, predsedu Slovenskej Ligy na Slovensku ... Bratislava: vlastním nákladem, 1922
- Prevrat na Slovensku – Bratislava: SĽN, 1922
- Koniec egoizmu – česky; SĽN, 1923
- Duchovné prúdy v našej republike: Príloha časopisu "Bratislavská pošta" – Bratislava: s. n., 1924 — Brno: Chládek, 1924
- Budapešťské mravy: malé povídky pro velké děti – česky, z němčiny Karel Kolařík. Praha: Alois Wiesner, 1925[1][2][3][4]

### Sestavila
- Duchovné prúdy v našej republike: 2. Prúdy cirkevné – Bratislava: Bratislavská pošta, 1924 — Duchovní proudy v naší republice – 1930